# Lars Hermansson
Lars Hermansson, född 1961 i Sandviken, är en svensk poet.
Hermansson debuterade med Vete Fåglarna 1987, och har sedan dess givit ut ytterligare fem diktsamlingar och tre prosaböcker.  Reseskildringarna Gå till Gå och Sitta still tematiserar rörelse och stillhet utifrån en vandring i Umbrien respektive en vistelse hos en guru utanför Bangalore i södra Indien. Tjänstemän från 2010 är en roman med dokumentära inslag om porr som frihetskamp i Teheran och Los Angeles. Hermansson har också skrivit radiopjäser, kritik, essäer, gjort radioprogram och varit redaktör för tidskriften Lyrikvännen mellan 2000 och 2003.
2006 fick Lars Hermansson Sveriges Författarförbunds Radiopris med motiveringen: ”..för hans litterära och humoristiska träffsäkerhet: På stillsamma strövtåg leder han lyssnaren genom personliga landskap där det självklara blir absurt och det svårbegripliga alltmer fattbart.”
I september 2009 var han månadens diktare på Sveriges Radio.
Lars Hermansson är bosatt i Bie i Katrineholms kommun där han bland annat anordnar kulturevenemanget Bie biennal.